# Lgov
Lgov (rusky Льгов) je město v Kurské oblasti v Ruské federaci. Při sčítání lidu v roce 2010 měl přes jednadvacet tisíc obyvatel.

## Poloha a doprava
Lgov leží v jižní části Středoruské vysočiny na řece Sejmu, levém přítoku Desny v povodí Dněpru. Od Kurska, správního střediska celé oblasti, je vzdálen přibližně osmdesát kilometrů západně.
Město je železničním uzlem, kříží se zde trať z Kyjeva do Kurska otevřená v roce 1868 s později otevřenou tratí z Brjansku do Charkova.

## Dějiny
Nejstarší ruské prameny zmiňují na místě dnešního Lgova v letech 1152 a 1207 město Olgov, které bylo ovšem později v třináctém století zničeno nájezdem Mongolů.
Na místě starého města byl v roce 1699 založen klášter, který fungoval až do roku 1764. Kolem kláštera vznikla osídlení, které jej přežilo a stalo se v roce 1779 městem.
Za druhé světové války byl Lgov 27. října 1941 obsazen německou armádou a dobyt zpět 3. března 1943 jednotkami Voroněžského frontu Rudé armády v rámci třetí bitvy o Charkov.

### Rodáci
- Borys Jakovyč Bukrejev (1859–1962), ukrajinský matematik
- Nikolaj Nikolajevič Asejev (1889–1963), spisovatel
- Arkadij Gajdar (1904–1941), spisovatel